# Maiakî, Odesa
Maiakî (în ucraineană Маяки) este localitatea de reședință a comunei Maiakî din raionul Odesa, regiunea Odesa, Ucraina, formată numai din satul de reședință.

## Demografie
Componența lingvistică a comunei Maiakî
     Ucraineană (89,78%)
     Rusă (9,13%)
     Alte limbi (0,85%)
Conform recensământului din 2001, majoritatea populației comunei Maiakî era vorbitoare de ucraineană (89,78%), existând în minoritate și vorbitori de rusă (9,13%).

## Podul peste Nistru

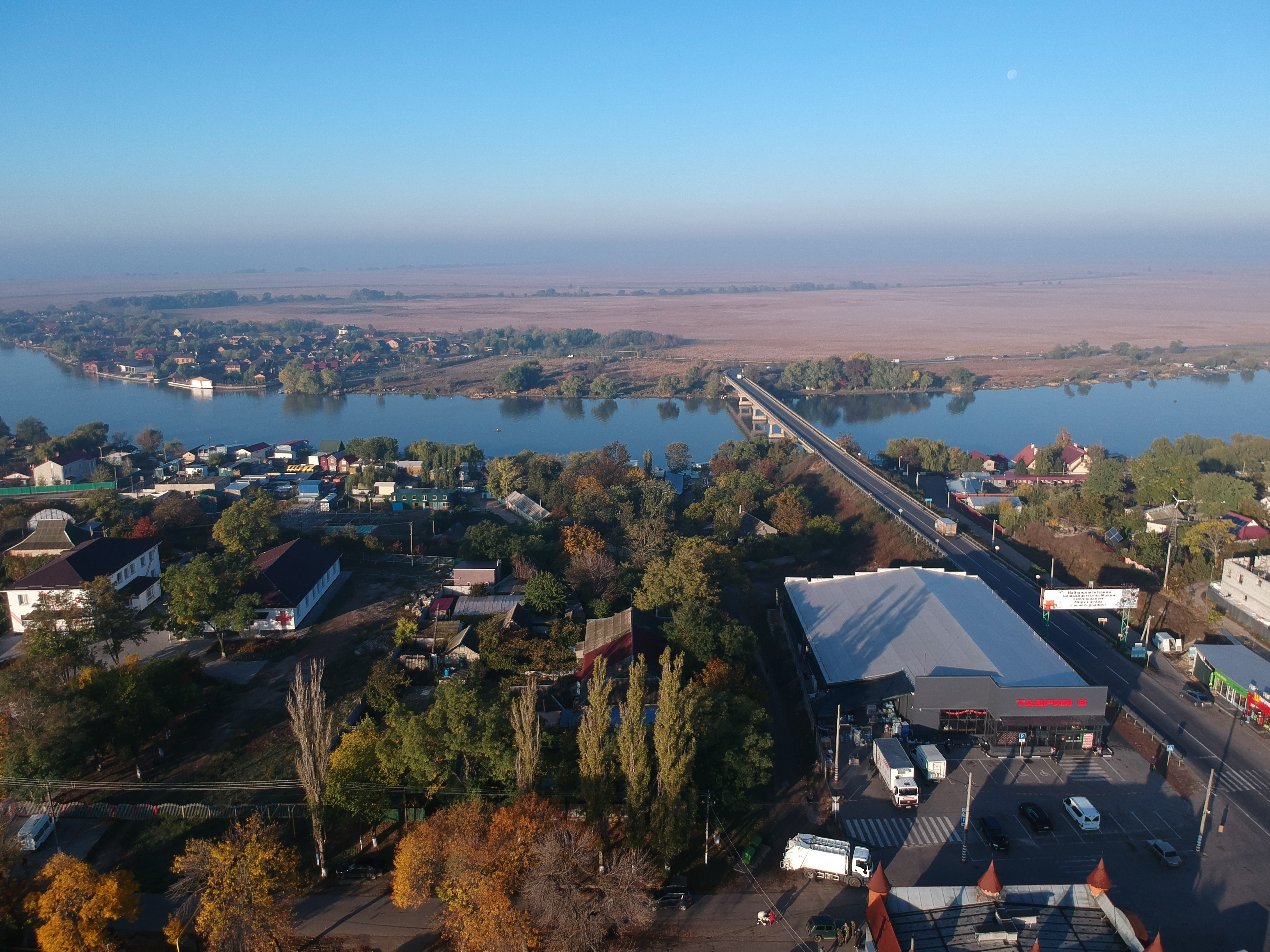
Podul peste Nistru dintre Han-Câșla (Udobne) și Maiakî.

La Maiakî există un pod rutier peste Nistru care face legătura cu localitatea Han Câșla (Udobne) și cu Punctul de trecere a frontierei Palanca-Maiaki-Udobnoe, peste care trece șoseaua M15⁠(en)[traduceți] (Odesa–Reni).